# رزماری هاروتیونیان
رزماری هاروتیونیان (ارمنی: Ռոզմարի Հարությունյան؛ انگلیسی: Rosemary Hartounian Cohen )، روزنامه‌نگار ارمنی‌تبار اهل ایالات متحده آمریکا است.

## زندگی‌نامه
رزماری هاروتیونیان در تبریز متولد شد. شش‌ماهه بود که همراه خانواده به تهران مهاجرت کرد. پس از دبیرستان وارد دانشکدهٔ ادبیات انگلیسی شد و پس از دریافت مدرک کارشناسی در این رشته وارد دانشکده هنرهای زیبای دانشگاه تهران شد.
پس از دریافت کارشناسی در رشتهٔ هنرهای زیبا برای ادامه تحصیل به فرانسه رفت و کارشناسی ارشد خود را در رشتهٔ جامعه‌شناسی با گرایش جامعه‌شناسی عمومی و روان‌شناسی جامعه از دانشگاه سوربن دریافت کرد. سپس دکترای جامعه‌شناسی جهانی با گرایش جوامع روستایی-آموزشی را از دانشگاه سوربن گرفت.
خانم هاروتیونیان در سال ۱۹۸۴ میلادی (۱۳۶۳ خورشیدی) همراه خانواده خود به ایالات متحده آمریکا مهاجرت کرد و در لس آنجلس اقامت گزید. از وی در آمریکا سه کتاب به چاپ رسیده است؛ و در حال نگارش چهارمین کتاب خود است.
در سال ۱۹۸۵ (۱۳۶۴) گالری «آتلیه دو پاریس» را که یک مرکز بین‌المللی هنری است افتتاح کرد و کماکان در آن به فعالیت می‌پردازد. آثار هنری ایشان بسیار متنوع و بدیع است و در رشتهٔ نقاشی روی ابریشم شهرت و اعتبار جهانی دارد.

## تالیفات
- Anoush (The Daughter of King Shen)
- Mother of Jerusalem is Crying, The
- Survivor, The
- Veraprats Khoyetsi Arusyake
- Secret of Mixing Colors from Angel Liana, The
- Voices from the Hidden Genocide, 1918